# Lucius Tarquinius Collatinus
Lucius Tarquinius Collatinus stammte aus der Familie der Tarquinier und war nach Livius neben Lucius Iunius Brutus einer der beiden ersten Konsuln der jungen römischen Republik. Diese wurde nach der Vertreibung des letzten Königs Lucius Tarquinius Superbus, dessen Sohn (Sextus Tarquinius) Lucius Tarquinius Collatinus’ Ehefrau, Lucretia, vergewaltigt hatte, im Jahre 509 v. Chr. gegründet.
Lucius Tarquinius Collatinus war der Sohn Egerius’, des Sohnes Arruns’, des Bruders des fünften römischen Königs Lucius Tarquinius Priscus. Egerius wurde von seinem Onkel Lucius Tarquinius Priscus als Statthalter in der kleinen albanischen Stadt Collatia eingesetzt, die seinem Sohn das Cognomen gab. Während der Belagerung Ardeas stritten die Anführer der Römer über die Vorzüge ihrer Frauen, die sie mit plötzlichen Besuchen überraschten, um somit die Untadeligste herauszufinden. Collatinus’ Frau Lucretia stellte sich als Untadeligste heraus. Der Sohn des siebten und letzten römischen Königs Lucius Tarquinius Superbus, Sextus Tarquinius, fand Gefallen am Liebreiz Lucretias und besuchte sie einige Tage später aufs Neue. Er wurde von ihr in Ehren aufgenommen, vergewaltigte sie in der Nacht jedoch. Sie schrieb ihrem Vater und ihrem Mann von diesem Vorfall, die daraufhin mit Lucius Iunius Brutus und Publius Valerius Poplicola zu ihr kamen. Sie nahm ihnen einen Schwur ab, sie zu rächen, und erdolchte sich anschließend. Daraufhin schloss sich Collatinus Brutus’ Bewegung zum Sturz der Königsherrschaft an. Nachdem der Sturz erreicht war, wurde er mit Brutus zum ersten Konsulpaar gewählt. Collatinus musste jedoch wegen der Vorurteile der Bevölkerung Roms gegen ihn als Verwandten der vormaligen Könige zurücktreten und ging auf Anraten von Brutus nach Lavinium südlich des Albaner Sees ins Exil.
Es ist bis heute unklar, ob und, wenn ja, wie viel Wahrheit in dieser Legende und den beteiligten Personen steckt.